# Dopatrium acutifolium
Dopatrium acutifolium là một loài thực vật có hoa trong họ Mã đề. Loài này được Bonati mô tả khoa học đầu tiên năm 1927.